# Львовское общество еврейской культуры имени Шолом-Алейхема
Львовское общество еврейской культуры им. Шолом-Алейхема (идиш לוואווער יידישער קולטור-געזעלשאפט אויף "שלום-עלכים'ס" נאמען‎, укр. Львівське товариство єврейської культури ім. Шолом Алейхема) — основанная во Львове более 20 лет назад в 1988 году общественная организация, которая занимается сохранением еврейского культурного наследия, благотворительностью и поддержанием традиций. Носит имя известного писателя Шолом-Алейхема. Организация располагается в старинной синагоге «Якоб Гланцер Шул», которая является памятником архитектуры XIX века.

## Цели общества
- изучение языков идиш и иврит;
- изучение еврейского фольклора, литературы, истории, культуры еврейского народа путём организации курсов, кружков;
- сохранение памятников истории, культуры, искусства; организация вокальных, инструментальных, хореографических, драматических ансамблей и кружков;
- организация выставок, концертов, вечеров, а также передач по радио и телевидению;
- организация музея истории и культуры, библиотеки
- тесное сотрудничество с аналогичными обществами других народов.

## История общества

### Предыстория (начало 80-х годов)
В древнем Львове, который на протяжении веков был важным центром еврейской духовности и культуры, даже в самые трудные годы не угасало стремление возродить еврейскую жизнь, понесшую невосполнимые потери в результате Холокоста и государственного антисемитизма. Хотя активизация еврейской общественной жизни началась ещё в начале 80-х годов прошлого века,
в период перестройки это стремление начало набирать обороты. После 1985 года всё громче звучали голоса еврейских интеллигентов о легализации еврейской общественной организации.
В 1987 г. произошёл некий перелом в отношении властей и они позволили летом того же года организовать вечер памяти Шолом-Алейхема во Львовской писательской организации.
7 июля 1988 г. инициативная группа во главе с львовским еврейским писателем Александром Лизеном и еврейским журналистом Борисом Дорфманом, собравшись в клубе Львовской организации Союза писателей, приняла решение о создании Общества друзей еврейского языка и культуры имени Шолом-Алейхема.
В сентябре 1988 г. состоялась первая еврейская выставка в музее «Арсенал». В этот период во время празднования Дня Львова на ул. Подвальной еврейская молодежь под еврейскую музыку сделала мастеркласс еврейского танца, так было положено начало еврейского танцевального ансамбля «Мазл Тов».

### Первый год (1988)
- 30 сентября в зале Шахматного клуба состоялось учредительное собрание вновь созданного Общества. Его соучредителями стали Львовские отделения: Украинского фонда культуры, Союза писателей Украины, Украинского общества охраны памятников истории и культуры. С докладом о целях и задачах Общества им. Шолом-Алейхема выступил Александр Лизен. Собрание утвердило устав и избрало совет Общества.
- Началась регистрация новых членов, были организованы курсы по изучению языка идиш, проводились воскресники по благоустройству еврейского участка Яновского кладбища и расчистке руин синагоги «Золотая Роза», а также начался сбор средств на сооружение памятника жертвам Львовского гетто.
- 8 ноября 1988 г. в РОКСе состоялся, на который собралось около 2 тысяч человек. Сцена была украшена большим портретом Шолом-Алейхема (художник Грузберг Семён). Торжественное собрание открыл первый председатель ЛОЕК Александр Лизен. Затем выступили заслуженная артистка республики Любовь Каганова, актриса бывшего Еврейского театра Полина Замиховская. Также в мероприятии участвовали режиссёр события Марк Бациян и композитор Борис Берлин, руководитель инструментального квартета Игорь Порецкий. В конце все участники концерта исполнили песню о мире — «Шолем».
- Развитие художественной самодеятельности:

1. заслуженный работник культуры Украины Дмитрий Ольшанский создал хореографический ансамбль «Мазл-Тов».
2. талантливый актер и режиссёр Марк Бациян возродил еврейский театр-студию «Маска», существовавший в довоенном Львове. С 1988 по 1997 были поставлены спектакли на идиш «Путешествие в Касриловку», «Тевье-молочник, вечный Тевье», «Заколдованный портной», «Не везет». Были поставлены также на русском «Одесские рассказы», «Дамский портной», «Пуримшпиль» и на украинском «Моисей».
3. активно возрождение еврейской культуры и языка идиш.

- В этом году о ЛОЕК писали львовские газеты, московский журнал «Советиш Геймланд», дальневосточная «Биробиджанер штерн», варшавская «Фолькс-штиме», парижская «Найе прессе», иерусалимская «Дер Вег», а впоследствии о его деятельности рассказывали московские «Известия», журнал «Огонёк», центральные киевские газеты «Радянська Україна», «Голос України». Именно львовский прецедент послужил стимулом к созданию аналогичных организаций в областных центрах Украины.

### Хроника

##### 1989
- Создание секции ветеранов войны и труда, бывших узников гетто и концлагерей.
- Курсы по изучению иврита
- Цикл лекций по истории еврейского народа и еврейской культуры
- Участие представителей Общества в открытии Еврейского культурного центра им. Соломона Михоэлса в Москве, в учредительных съездах республиканских еврейских организаций в Киеве, в конференциях еврейских культурологических обществ в Вильнюсе и Риге.
- Встреча активистов Общества с поэтом Евгением Евтушенко и избрание его почетным членом Общества им. Шолом-Алейхема.
- Премьера спектакля театра-студии «Маска» «Путешествие в Касриловку» (режиссёр-постановщик Марк Бациян).
- Первые концерты хореографического ансамбля «Мазл-Тов».
- Коллективное празднование Пурима, Песаха, Хануки и других праздников.
- Участие в «круглом столе» представителей национально-культурных обществ города на Львовском телевидении.
- Сбор средств в помощь детям Армении, пострадавшим от землетрясения.

##### 1990
- Выставка «Традиционное еврейское искусство» в Этнографическом музее.
- Создание спортивного клуба «Маккаби».
- Выход в свет первого номера газеты «Шофар» — печатного органа Львовского общества им. Шолом-Алейхема.
- Открытие мемориальной доски на доме № 1 по ул. Котельной, в котором жил Шолом-Алейхем.
- Создание еврейских классов в средней школе № 35.
- Решение облисполкома о передаче Обществу им. Шолом-Алейхема здания бывшей синагоги по ул. Угольной, 3. Начало ремонта здания.
- Первые передачи по Львовскому телевидению, посвящённые Обществу им. Шолом-Алейхема.
- Встречи еврейской общественности с делегацией канадских евреев, мэрами трех городов Израиля, израильскими ветеранами Второй мировой войны.
- Награждение членов Общества им. Шолом-Алейхема — ветеранов Великой Отечественной войны израильскими медалями.
- Региональное собрание представителей еврейских обществ Западных областей Украины во Львове.
- Участие в «круглом столе» на тему: «Украинско-еврейские взаимоотношения».

##### 1991
- Участие представителей Общества в работе съездов и конференциях: съезд ВААДа (Москва), съезд еврейских общин и организаций Украины (Киев), международной конференции по украинско-еврейским взаимоотношениям (Киев), шестой сессии Всемирного совета языка идиш (Москва).
- Выставка произведений израильских художников в Музее истории религии.
- Траурное собрание, посвящённое 50-летию трагедии Бабьего Яра.
- Коллективное празднование Хануки в Театре им. Марии Заньковецкой.

##### 1992
- Открытие (при содействии «Сохнута-Галичины») ульпана по изучению иврита.
- Торжественное открытие мемориала жертв Львовского гетто (авторы — скульпторы Луиза Штеренштейн и Юлий Шмуклер, архитектор Василий Плехивский, руководитель строительства — Аркадий Пархомовский, председатель комитета по строительству Леон Плягер).
- Открытие еврейской воскресной школы Общества им. Шолом-Алейхема (руководитель Бетя Речистер).

##### 1993
- Встреча еврейской общественности с председателем Кнессета Израиля д-ром Шевахом Вайсом.
- Коллективное празднование Песаха, Дня Независимости Израиля и Дня Победы в Большом зале Общества.
- Создание и презентация телефильма «Євреї у відродженому Львові».
- Завершение ремонта здания на Угольной. Открытие Центра еврейской культуры.
- Траурное собрание, посвящённое 50-летию ликвидации последних узников Яновского концлагеря.
- Встречи с израильской делегацией, возглавляемой профессором Дов Ноем.
- Гастроли театра-студии «Маска» в Вене.

##### 1994
- Создание благотворительного фонда «Добродетель» (руководитель — Егор Красницкий).
- Месячник языка идиш.
- Празднование 5-й годовщины хореографического ансамбля «Мазл-Тов» (руководитель — Дмитрий Ольшанский).
- Создание детского ансамбля «Кешет».
- Комплекс мероприятий, связанных с Днями еврейской культуры, посвящёнными 135-летию со дня рождения Шолом-Алейхема.

##### 1995—2000
- Театр-студия «Маска» (руководитель — Марк Бациян) участвует со спектаклем «Заколдованный портной» в Международном фестивале еврейских театров в Бухаресте, посвящённом 120-летию создания Гольдфаденом еврейского театра,

гастролирует со спектаклями «Заколдованный портной» и «Не везет» в Мюнхене.
- Концерт посвящён юбилею И. О. Дунаевского.
- Презентация стихов из книги О. Васюкова о Яновском Концлагере.
- Вечер романса «Когда горит свеча».
- Бенефис певицы Е. Валушко-Гульбиц.
- Вечера эстрадной еврейской миниатюры.
- Вечера еврейской песни.

##### 2001—2009
- Выставки картин Ирины Соболевой Гинзбург, С. Б. Грузберга
- Танцевальные вечера от ансамбля «Мазл Тов»
- Бенефисы: В. Бондаренко, Ж. Златоверховниковой, М. Шулех, Б. Кинбург, Е. Вакуленко, И. Загорской, З. Подольской, Г.Симховича, Л. Газеддиновой
- Вечер-концерт к юбилею Мендельсона
- Концерт Хора Дома Учителя под руководством Е. Поважна
- Вечер памяти В. Зисера
- Совместный концерт А. Носова и Г. Пивоварова
- Музыкальный концерт группы «Шереле»
- Концерт участников фестиваля Золотая Роза им. И. Вымера
- Митинги памяти жертв Холокоста
- Лекция и дегустация «Кухня галицких евреев»
- Вечер песни «Осенние мотивы»

##### 2010
- Спектакль «Улыбка Моны Лизы» от театра «Коробка»
- Беннифис Б. Кинбург
- Праздничный концерт к 20-летию газеты Шофар
- Концерт посвящённый 115-летию со дня рождения Утёсова
- Концерт группы РетроВернисаж
- Митинг памяти жертв Львовского Гетто
- спектакль «Снег на Хануку» Ицхака Башевиса Зингера театральной-студии «Маска: продолжение»

##### 2011
- Создание музыкальной группы «קעלער באַנד»
- Создание студии «Литературный мидраш».
- Студия: Еврейский Кинозал
- Праздник Пурим: Шолом-Алейхем Stile
- Спектакль «Агенты» Шолом-Алейхема театральной-студии «Маска: продолжение»

## Председатели ЛОЕК
- 1989—1992 — Александр Лизен
- 1992—1993 — Бен-Цион Котлик
- 1993—2009 — Аркадий Пархамовский
- 2009—2010 — Мирьям-Тамара Лобанова
- 2010 - Борис Гаврилин
- 2010 -… — Александр Назар